# Nemetskaïa sloboda
 (décembre 2016).

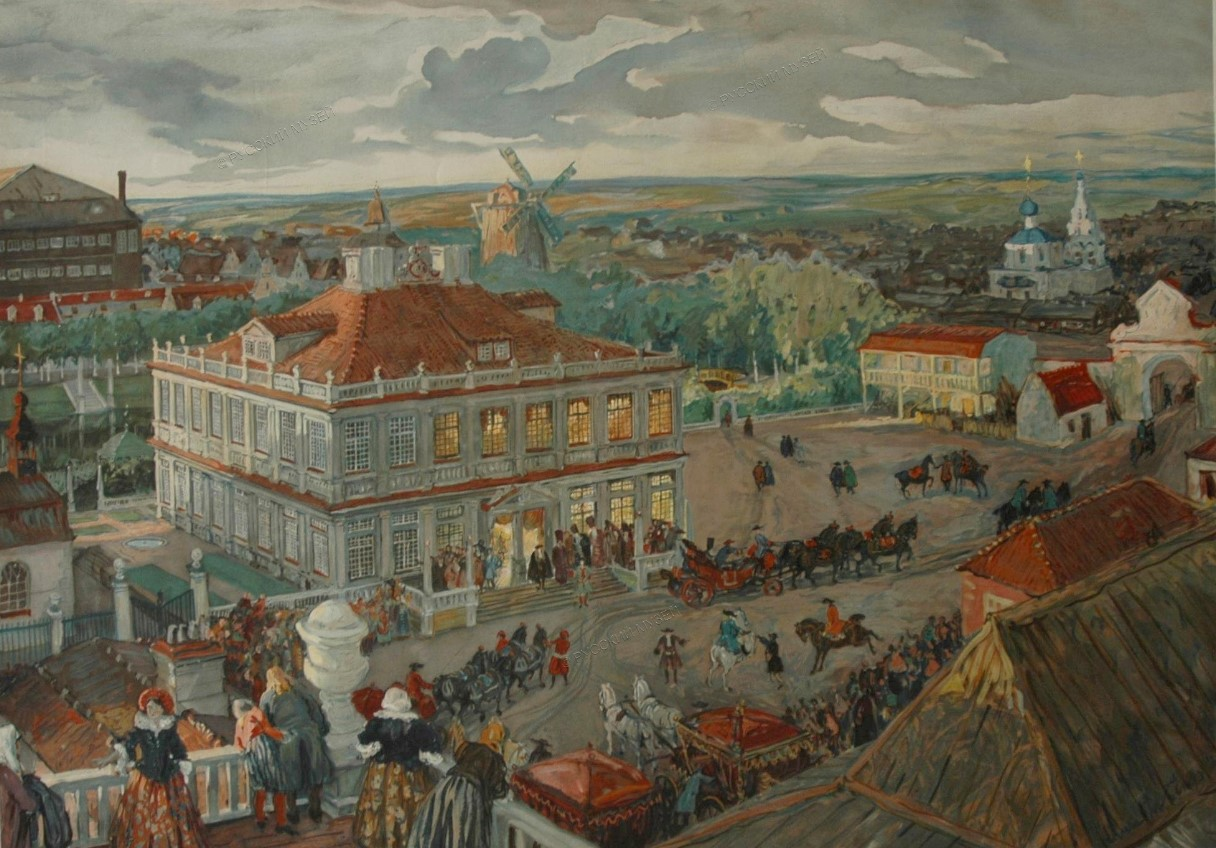
Alexandre Benois. Au quartier allemand (1911)

La Nemetskaïa sloboda (russe : Немецкая слобода) ou sloboda koukouï (russe : слобода Кукуй) est l'ancien quartier « allemand » de Moscou. Apparu au XVe siècle, il était composé majoritairement d'étrangers, dont certains fait prisonniers lors de la Guerre de Livonie, qui étaient appelés « Germains » par les Russes (« nemets » voulant dire en russe « muet »).
Il était situé au nord-est de la ville sur la rive droite de la rivière Iaouza, et à l'est du ruisseau Koukouï (d'où son autre nom), dans l'arrondissement actuel de Basmanny du quartier de Lefortovo. Ses limites correspondaient à l'actuelle rue Dobroslobodskaïa et au chemin Bolchoï Demidovsky qui longe le Koukouï à l'ouest, à la rue Spartakovskaïa au nord et à la Iaouza au sud-est. Le Koukouï formait autrefois un vaste étang à l'emplacement de l'actuel chemin Elizavetinsky, sur le site du stade Sokol de l'Université technique d'État de Moscou qui occupe la partie sud de l'ancien quartier allemand.
Entre 1666 et 1711, le quartier était géré par l'Ordre de décharge.

## Transport
La station de métro Baumanskaïa désert le quartier et la rue rue Baumanskaïa en est l'une des principales artères.

## Le vieux quartier allemand